# کیوکوشین

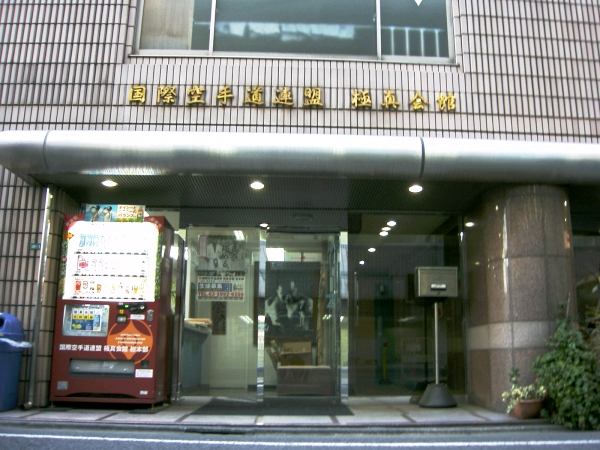
ورودی هنبو در ژاپن

کیوکوشین (به ژاپنی: 極真) یکی از مهم‌ترین سبک‌های کاراته آزاد است. این رشته توسط ماسوتاتسو اویاما (به ژاپنی: 大山倍達, به انگلیسی: Ōyama Masutatsu) یا چوی یونگ-ای (به کره ای: 최영의, به انگلیسی: Choi Yeong-eui) (۱۹۹۴–۱۹۲۳)، استاد ماسوتاتسواویاما هنرهای رزمی بنیان نهاده شد.

## نام
این رشته از عناصر مختلفی نشأت گرفته که از تجربیات ماسوتاتسو اویاما و تکنیک‌های دیگر سبک‌های کاراته به‌وجود آمده است. کیوکوشین از دو لغت کیوکو (بالاترین، نهایت) و شین (حقیقت، روح) ترکیب شده است.
کیوکوشین کای از سه لغت کیوکو «بالاترین، نهایت» شین «حقیقت، روح» و کای «گروه و انجمن» ترکیب شده است.

## مبارزه
تأکید این سبک روی مبارزه واقعی در فاصله نزدیک و بدون عقب‌نشینی است. در سبک کیوکوشین برای کاستن مقاومت حریف از اصابت ضربات به‌طور متوالی و با حداکثر قدرت استفاده می‌شود. با این حال در سبک کیوکوشین تکیه اصلی بر حفظ سلامتی توأم جسمی و روحی است.

## تمرینات روحی
این سبک تأکید زیادی بر روی تمرینات تنفسی و استقامتی دارد. از این رو هنرجوی کیوکوشین پس از سال‌ها تمرینات مکرر دارای اندامی ورزیده و روحیه ای آسیب‌ناپذیر می‌گردد. در سبک کیوکوشین تکیه اصلی بر حفظ سلامتی هم‌زمان جسم و روح است؛ در مبارزات کیوکوشین و اساساً در فلسفه آن پیروزی به هر قیمتی بر حریف مقابل معنایی ندارد. در فلسفه متعالی کیوکوشین هدف غائی تناوری جسم برای رسیدن به مکارم عالیه اخلاقی است و به هیچ روی خشونت در سبک کیوکوشین جایگاهی ندارد؛ چرا که اساساً خشونت و کیوکوشین در تقابلند نه در تعامل. کیو کوشین نه تنها خشن نیست بلکه سعی در پرورش روحیه لطافت، افتادگی، و بزرگ منشی را در هنرجوی مبارز دارد. در مورد مؤثر بودن روش مبارزه و سطح روحی ویژه ای که در کیوکوشین کاراته بر روی آن تأکید می‌شود و تا اندازهٔ زیادی آن را از دیگر هنرهای رزمی تن به تن متمایز می‌سازد باید به یکی از مفاهیم اساسی در روش مبارزاتی کیوکوشین اشاره کرد که برگرفته از مکاتب شمشیرزنی کهن ژاپن بوده و موسوم به "ایکّن هیساتسو" (Ikken Hissatsu) یا "هر یک ضربه، یک هلاکت (یا نابودی/پیروزی)" است.

## تعادل و آرامش
بر طبق این اصل هر تکنیک پا یا دست، هر نوع جابه جایی بدن، تنفس صحیح، حفظ تعادل، حفظ آرامش، نگاه پیوسته و هوشمندانه به چشمان حریف، هر فریاد کیای و روحیهٔ جنگندگی مبارز باید با کیفیتی تمرین و اجرا شود که اولین ضربه در نبرد آخرین ضربه باشد و حریف را به کلی ناتوان، تسلیم یا نابود سازد. این فلسفه نه بر اساس نهایت خشونت بنا شده و نه نوعی کمال گرایی غیرواقعی یا خودنمایی است؛ بلکه تأکیدی بوده است که ماسوتاتسو اویاما روی برتری صلح و پایان سریع جنگ بر مبارزهٔ بی‌معنی، بی هدف و غیرانسانی داشته و این را می‌توان در نام کیوکوشین به معنای نهایت حقیقت، به خوبی دریافت. حقیقتی که در آن اثری از ترس، حسادت، کینه، خستگی و غرور باقی نمی‌ماند.
ریشه اصول تنفس عمیق و قدرتی برای اجرای سنگین و نفوذی ضربات دست و پا و کم‌ترین جابه جایی بدن یا «تای ساباکی» به دور حریف در کیوکوشین به تجربه اویاما از سبک کاراته گوجوریو (از مکتب اصلی ناهاته در اوکیناوای ژاپن) بر می‌گردد که تأکید آن بر استقرارهای کم ارتفاع ضربات به سمت نقاط حساس بدن حریف مانند پهلوها، دنده‌ها، ساق و ران و قفسه سینه و به‌طور کلی ریشه کن کردن حریف است. ضربات چرخشی و بلند پا، کوبش‌های کشیده پا از پهلو یا مستقیم و ترکیب دفاع و حمله سریع با دست در کیوکوشین بیشتر برگرفته از سبک کاراته شوتوکان (از مکتب اصلی شوریته در اوکیناوای ژاپن) است که با این وجود استاد اویاما با استفاده از آموخته‌های ارزشمند خود همراه با ترکیب فلسفه‌های سخت و نرم، سرعت و قدرت و نیز تنفس ایبوکی از شکم و منطقه انرژی حیاتی با تنفس نوگاره از قفسه سینه، توانست یک نوع روحیه و فلسفه مخصوص به خود را نیز در کیوکوشین دمیده و آن را در زندگی شخصی خود و در سراسر عمرش اجرا کند. حالت بسیار ویژه و عمیقی از قرار گرفتن در یک وضعیت نهایی و بدون بازگشت. عبور از ترس از مرگ و پذیرش درد و رنج مبارزه واقعی (زندگی) با تمام وجود، درسی که استاد اویاما به گفته خود او، «از زندگی شمشیرزن سامورایی مشهور و بی شکست و استاد استراتژی جنگ ژاپنی، میاموتو موساشی در قرن هفدهم» الهام گرفت و یک باره باعث دگرگونی زندگیش شد.

## قوانین
در کیوکوشین کاراته ضربه پا به سر مجاز است اما ضربه دست به سر و گردن به هر صورتی خطاست.
انواع شوتو اوچی (ضربه با تیغه دست)، نوکیته (ضربه با نوک انگشتان) در مبارزه رسمی و امتیازی ممنوع می‌باشد.
انواع هیجی اوچی (ضربات آرنج) و جودان زوکی (مشت از شانه به بالا و به سمت سر و گردن) خطا بوده و اخراج فرد را به همراه خواهد داشت.
هر نوع ضربه به بیضه خطاست و منجر به اخراج مبارز خاطی می‌گردد.
هر نوع ضربه عمدی از پشت به حریف خطاست و شامل اخطار خواهد شد.
ضربه به حریف به زمین افتاده یا نشسته خطاست و در صورت تکرار یا شدت بالای حمله منجر به اخراج می‌گردد.
هرنوع گرفتن، هل دادن و یقه به یقه شدن خطا محسوب می‌شود.
ضربه به حریف به طوری که ضعف نشان دهد اما قبل از ۳ ثانیه (۳ شمارش توسط داور وسط) برپا خیزد، امتیاز وازاری محسوب می‌شود.
ضربه به حریف به طوری که ضعف نشان دهد اما قبل از ۳ ثانیه (۳ شمارش توسط داور وسط) برپا نخیزد، امتیاز ایپون یا ناک اوت محسوب می‌شود.
تأکید این سبک روی مبارزه واقعی از راه نزدیک است. در کیوکوشین برای کاستن مقاومت حریف از اصابت ضربات به‌طور متوالی استفاده می‌شود.
این سبک تأکید زیادی بر روی تمرینات تنفسی و استقامتی دارد.

## گسترش
دوجوی مرکزی این سبک (همانند دیگر رشته‌های ورزشی ژاپن) هونبو دوجو نام دارد و در سال ۱۹۶۱ توسط استاد بنیان نهاده شد. بعد از درگذشت استاد کیوکوشین کاراته تقریباً بدون تغییر قابل توجهی در سازمان‌های مختلف و توسط شاگردان ارشد او راهبری گردیده و گسترش داده شده است. امروزه بیش از ۳۰۰ سبک به عنوان شاخه‌های کیوکوشین در دنیا وجود دارد.

## کیوکوشین در ایران
کیوکوشین کاراته در سال ۱۳۵۶ توسط یوسف شیرزاد در ایران بنیان نهاده شد.

## سوگندنامهٔ کیوکوشین کاراته

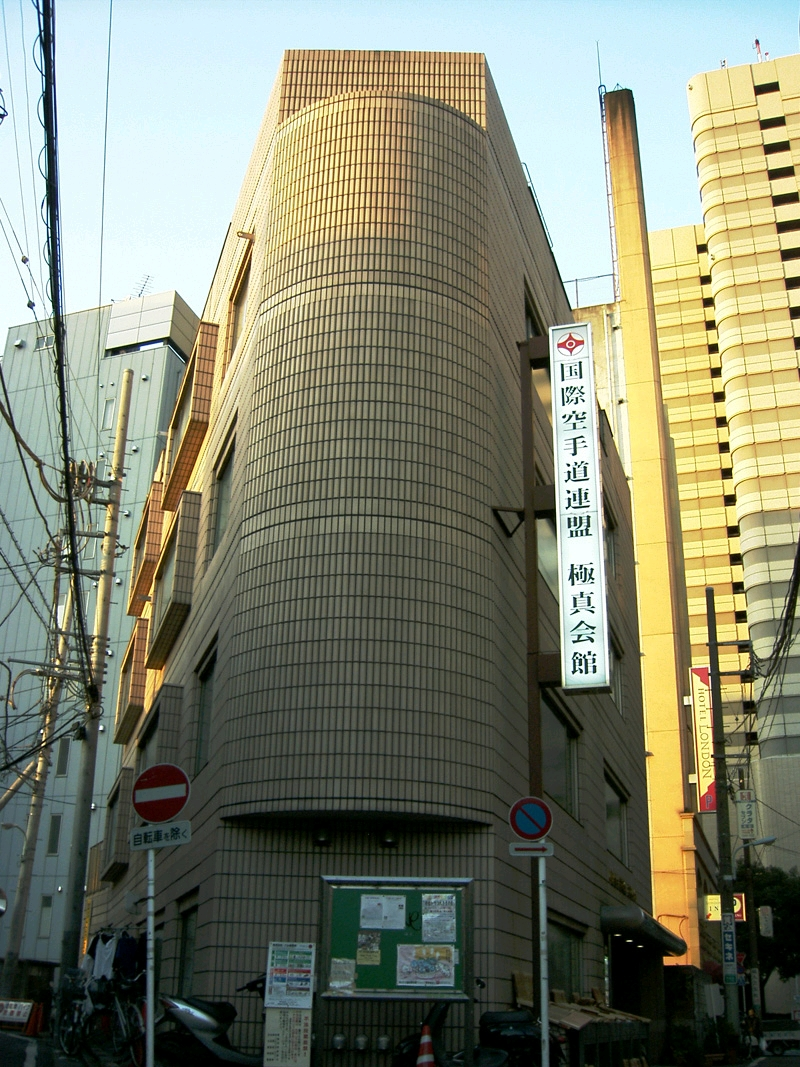
هونبوی کیوکوشین کای در توکیو.

ما جسم و دل خود را پرورش می‌دهیم تا روحی استوار و نامتزلزل داشته باشیم.
راه راستین مبارزه را می‌پیمائیم تا همواره حواس و روح خود را آماده نگه داریم.
با قدرتی راستین می‌کوشیم تا روح فروتنی را در خود به وجود آوریم.
ما نهایت فروتنی را رعایت خواهیم کرد.
و به درجات بالاتر از خود احترام می‌گذاریم.
ما از خشونت می‌پرهیزیم.
و همواره به یاد پروردگار توانائیم. ما هرگز موهبت انسان بودن را فراموش نخواهیم کرد.
همواره به عقل و قدرت می‌اندیشیم و خواست‌های دیگر را از خود می‌رانیم.
تا جان در بدن داریم ضوابط مربوط به کیوکوشین کاراته را رعایت خواهیم کرد و می‌کوشیم تا به راه و هدف واقعی دست یابیم. اوس.

## کمربندهای کیوکوشین
در کیوکوشین کاراته، مراتب و رنگ کمربندها دارای فلسفهٔ خاصی است که به ترتیب عبارت هستند از:
- سفید: سمبل خلوص و پاکی است.
- نارنجی: آغاز طلوع خورشید کیوکوشین کاراته.
- آبی: ورزشکار احساس می‌کند که در آسمان است و به آرامش و امید می‌رسد.
- زرد: شروع تابش آفتاب کیوکوشین کاراته به روح و جسم کاراته کار.
- سبز: آغاز رویش و جوانه زدن در قدرت روحی و بدنی.
- قهوه‌ای: کاراته کا سر به زیرتر و خاکی تر از قبل شده و راز خالی شدن از غرور و سایر آلودگی‌های روحی را در می‌یابد و آمادهٔ سفر اصلی می‌گردد؛ گفته شده بالاترین رتبه در سیستم رده‌بندی کمربندها تقریباً همیشه قهوه‌ای است.[۱۲]
- مشکی: آغاز تاریکی و ابتدای راه اصلی کاراته به سمت معبد وجود. روشن شدن مشعل مهربانی، عقل و جنگندگی در تاریکی مسیر. مبارز متوجه می‌شود چیز زیادی از کاراته نمی‌داند و در ابتدای راه است.[۱۳]